# لاكشمي ساهجال
لاكشمي ساهجال (بالإنجليزية: Lakshmi Sahgal) (و. 1914 – 2012 م) هي سياسية، وطبيبة من الهند ولدت في تشيناي.